# Флорентийский кодекс
Общая история о делах Новой Испании, или Флорентийский кодекс, — фундаментальное произведение по истории ацтеков XVI века, написанное испанским монахом ордена францисканцев Бернардино де Саагуном. Впервые на русский язык переведены книги V, X и XI специалистом по доколумбовым цивилизациям С. А. Куприенко (Украина, Киев, 2013), а в 2014 — частично книги III, VII и X.

## Об авторе
Бернардино де Саагун родился в городке Саагун, Испания, откуда и взял себе прозвище, приблизительно 1499 года. Он начал своё обучение в Саламанке в 1512 году и в 1516 дал обет при вступлении в орден Святого Франциска. Он переехал в Новую Испанию (Мексику) в 1529 году и давал уроки в Королевском Колледже в Санта-Крус де Тлателолько. За многие годы жизни он трудился над утомительным сбором множества сведений, сообщений и данных о культуре науатль.
Плодом десятилетнего историко-этнического исследования, составление которого связано с сотрудничеством с многочисленными индейскими информаторами, было опубликовано на испанском языке в 1570-м году. «Общая история о делах Новой Испании» это внушительное сочинение в 12-ти томах, собравшее весь обзор обычаев, идей, религии, социальных и политических институтов, флоры и фауны, которые образовывают окружение древних мексиканцев. Благодаря Саагуну они раскрывают многочисленные сведения о языке науатль, кроме того, понимаются многие детали доиспанского мира, которые, возможно, остались бы в забвении, не будь его. Известно, что Саагун умер в Мехико в 1590 году и что он написал другие произведения, среди которых одно известно — «Христианская псалмодия», опубликованная в 1583 году в знаменитой типографии Педро Очарте.

## «Всеобщая история вещей Новой Испании» и Флорентийский кодекс

### История создания

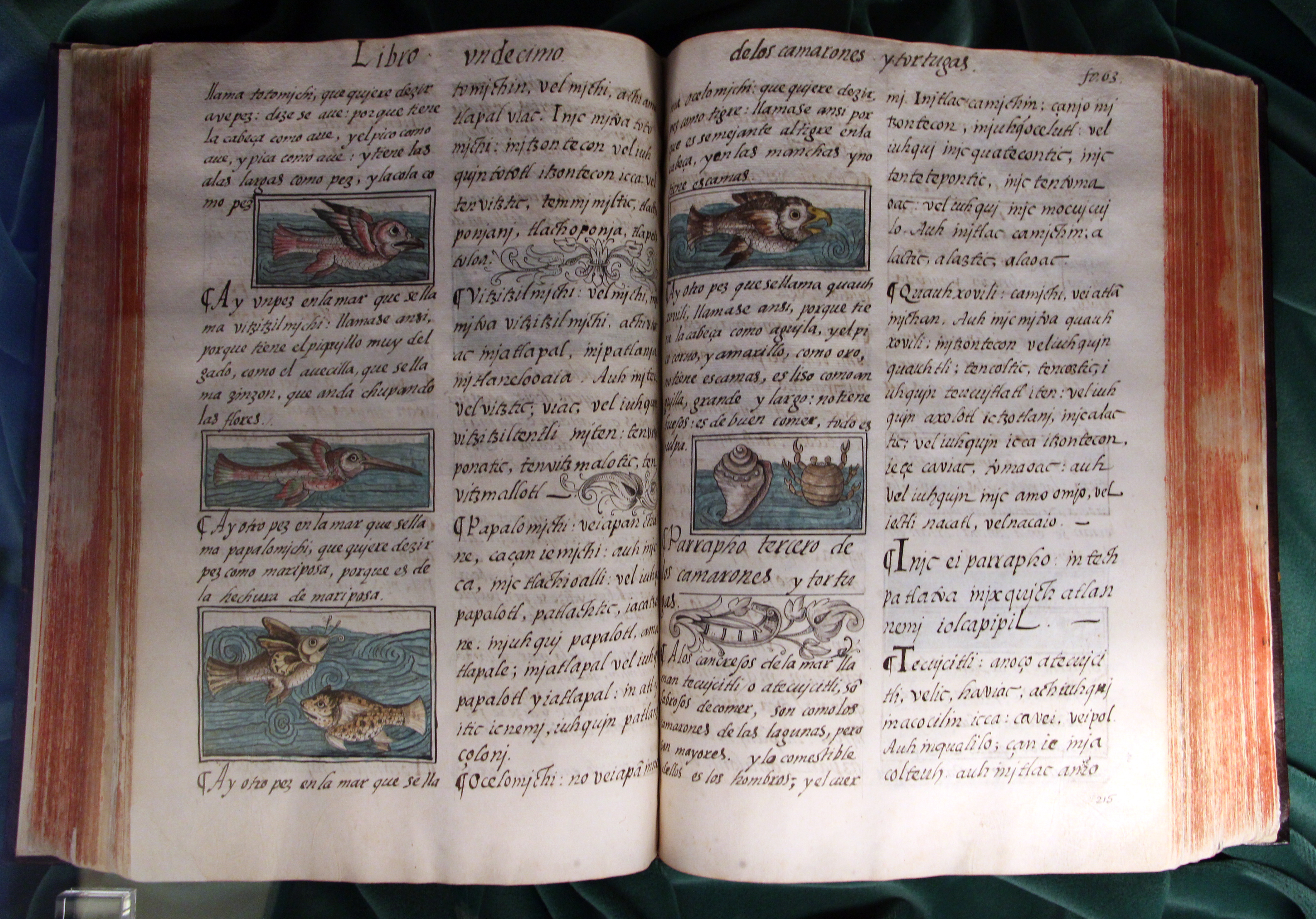
Historia general de las cosas de Nueva España (оригинал из Библиотеки Лауренцианы)

Основной труд де Саагуна создавался в 1547—1577 гг. одновременно на испанском и на науатль. Предназначалась книга испанскому королю Филиппу II (1527—1598), который в 1572 году в своей грамоте запросил у вице-короля Мартина Энрикеса (1510?—1583) предоставить донесение об истории Мексики. Лишь после прибытия в Мексику в 1575 году францисканца Родриго де Секера было выполнено это королевское требование. На протяжении двух лет в Скрипториуме Коллегии в Санта-Крус-де-Тлателолько кипела работа по составлению окончательного варианта рукописи, начатой Саагуном ещё 1547 году. В итоге получилась рукопись, ставшая во всех отношениях одной из лучших жемчужин эпохи Возрождения.
Однако рукопись не была опубликована, и 22 апреля 1577 года король изменил своё мнение и приказал отправить в Совет Индий все записи Саагуна. Вероятной причиной отказа в публикации могла стать версия Конкисты, представленная автором в книге XII, где в критических тонах описано завоевание Мексики испанцами.
Феноменальный по своему характеру и замыслу труд Бернардино де Саагуна ожидала незавидная судьба. В 1580 году Саагун вручил своему покровителю — уполномоченному францисканского ордена — монаху Родриго де Секера двуязычную рукопись, только недавно законченную, чтобы её отвезли в Испанию. По неизвестным причинам рукопись не была опубликована и перешла в собственность флорентийских вельмож, у которых и находилась долгие годы. Лишь в 1793 году коллекционер и библиофил Анджело Мария Бандини (1728—1803) опубликовал во Флоренции свою книгу «Bibliotheca Mediceae Palatinae in Laurentianam traslatae codices», где описал работу Саагуна и включил фрагменты из его «Пролога».
Сама рукопись состоит из 4 томов, 12 книг и 1854 страниц. В её написании приняло участие 5 или 6 писцов. Относительно же иллюстраций кодекса можно сказать, что они представляют собой синтез европейского и местного индейского искусств. Так, на некоторых рисунках встречаются европейские одежды, строения, манера изображения. Более близкими к местной традиции были «Первоначальные материалы» («Primeros memoriales») и рукопись Мадридского кодекса или Академическая рукопись («Códices matritenses», «Manuscrito de la Real Academia de la Historia»). Сейчас они хранятся в Мадриде в Королевской библиотеке и в Королевской Исторической Академии12. В целом же, рисунки могут быть интересны культурологам, антропологам, этнологам, а текст, представляющий собой богатый словарь мешикского языка — науатля, может быть интересен также и лингвистам.
Тексты на науатль и испанском отличались друг от друга, ряд разделов на испанском вообще не был написан.
«Всеобщая история» была разделена на 12 книг:
1) Боги и соответствующие религиозные церемонии.
2) Постоянные и передвижные праздники.
3) Мифология. Происхождение богов.
4) Гадания, священный 260-дневный год.
5) Знамения и оракулы.
6) Риторика, мораль, философия, индейская теология.
7) Астрономия и священные циклы. Конец года.
8) Короли и владыки.
9) Торговцы и ремесленники.
10) Этнография: добродетели, пороки, болезни индейцев. Как сказал сам Бернардино де Саагун в Прологе своей «Истории»: «Первым решетом, где были просеяны мои труды, было то, что из Тепепулько; второе — то, что из Тлателолько; третье — то, что из Мехико». Это признание автора говорит о том, что существовало несколько предварительных рукописей, впоследствии составивших его, поистине, титанический труд об истории ацтеков. Эти три этапа имели такую последовательность: 1) сначала были созданы рисунки и подписи к ним, 2) потом составлен текст на науатль, 3) после чего был перепроверен весь текст и написана испанская версия.
Действительно, существует три рукописных текста на науатль первых трех глав книги X. В Академической рукописи («Manuscrito de la Real Academia de la Historia») имеется ряд листов (с 88-го по 96-й), написанных в три колонки. Текст на науатль расположен в центральной колонке, в левой — испанский перевод, а в правой — объяснение слов, которые пронумерованы в тексте на науатль. Черновики этой части находятся на листах 104—111 в самой рукописи. Соответствующий текст также появляется на листах 1-9 Флорентийского кодекса. Можно сказать, что писарь записал во Флорентийский кодекс уже поделенный на колонки текст, а Саагун превратил разделы в главы. Нумерация глав в Академической рукописи и Флорентийском кодексе соответствует друг другу. В последнем добавлены тексты о чапупутли, ашине и циктли в конце главы 24. В главе 28 Академической рукописи другим почерком внесены комментарии, но их нет во Флорентийском кодексе. Часто текст на науатль содержит список болезней, но не приводятся лекарства от них. Некоторые тексты зачеркнуты, но они есть во Флорентийском кодексе. В главе 27 кодекса отсутствует испанский текст, соответствующий тексту на науатль, но приведено длинное «Сообщение автора, достойное быть упомянутым».
11) Естественная история: звери, птицы, деревья, травы. Саагун в ходе написания своего труда приблизительно в 1564—1565 гг. добавил «природную историю» к своим «Первоначальным материалам» (1558—1560), где было всего две условные части: «дела божественные» и «дела людские». Это же деление на три тематические части присутствует и во Флорентийском кодексе. Подобное разделение, вероятно, было позаимствовано Саагуном у Плиния или Бартоломеуса Англикуса.
Сравнение текста на науатль в Академической рукописи и во Флорентийском кодексе показывает, что имеются различия. Порядок и нумерация глав и разделов отличаются.
Раздел 5 главы 14 Академической рукописи рассказывает о «целебных травах». Текст содержит словарь, занимающий две страницы. Тот же писарь, что написал комментарии к книге X, написал и медицинское значение трав в словаре. Этот писарь, должно быть, был человеком сведущим в вопросах медицины, поскольку его комментарии в книге X говорят о болезнях. Раздел 5 главы 7 Флорентийского кодекса содержит длинный текст о 150 пронумерованных травах. Первые 32 травы отсутствуют испанской версии, а вместо них приведены 32 иллюстрации к названым травам. Правда, в описаниях трав рукописи и кодекса есть разногласия и несоответствия19. Данный факт говорит о том, что информаторами были другие люди и, возможно, из другого места.
Есть многочисленные вставки во Флорентийском кодексе. В главу 1 раздела 1 добавлен текст о тлакашолуле и Цонтиаке; в главу 2, раздел 2 добавлены йоллотолли, попокалес, текучильтотонтль, ишматлатототль; в раздел 3 добавлены 27 птиц; в раздел 4 — ицкуаутли, аицкуаутли, мишкоакуаутли, куаутлотли, костлотли, экатлотли, айаутлотли, истактлотли; в раздел 8 — чикимоли, чачалакаметль.
Саагун произвел, согласно европейским образцам (в частности по Плинию), классификацию растений во Флорентийском кодексе22, но по мешикской системе группировки в соответствии с характером использования растений.
12) Завоевание Мексики, изложенное с индейской точки зрения.
Первыми были написаны книги 6 и 12 (соответственно, в 1547 и 1558 гг.). Саагун получил благословение главы Ордена францисканцев в Мексике Франсиско де Тораля, считавшим работы Саагуна полезными для миссионерской деятельности. После этого у Саагуна появились четыре индейских секретаря, из числа студентов коллегии Санта-Круз дель Тлальтетолько, свободно владеющие тремя языками. За два года Саагун подробно опросил индейских аристократов и интеллектуалов, после чего и была создана первоначальная (испанская) версия «Всеобщей истории». Ныне испанская рукопись хранится в Academia Real de Historia, а на науатль — в Palacio Real (обе в Мадриде).
В 1561 г. Саагун перебрался в Тлальтелолько, где собрал вокруг себя большой круг индейских осведомителей. Окончательная версия на науатль была готова в 1569 г., к ней прилагались грамматика и упоминавшийся трёхъязычный словарь. Это было беспрецедентное собрание аутентичных источников, благодаря чему ацтекская литература сохранилась лучше всех прочих доколумбовых литератур. В 1577 г. была готова испанская версия, после чего началось создание Флорентийского кодекса. Этот кодекс был около 1578 г. вывезен в Италию, и хранится в библиотеке Лауренциана во Флоренции.

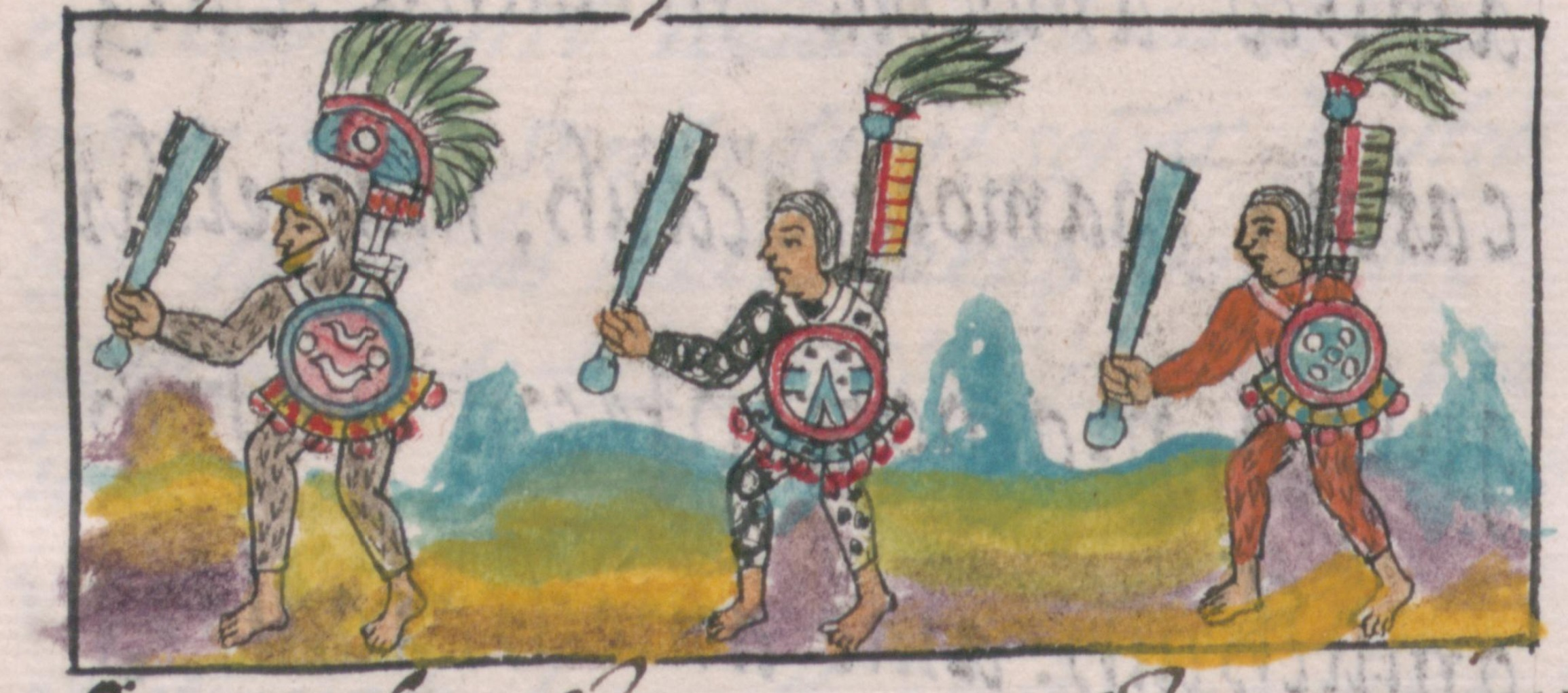
Ацтекские воины. Изображение из книги IX «Флорентийского кодекса».

### Этнография
Саагуна именуют «отцом мексиканской этнографии». Методы его работы напоминали современные этнографические полевые практики: опрос очевидцев, сравнение различных точек зрения. У Саагуна особенно поражает полное отсутствие ксенофобии: все события он старался освещать с индейской точки зрения. Он живо интересовался всеми сторонами жизни ацтеков, блестяще знал язык, благодаря чему сохранил в немалой степени исторические представления индейцев. Так он дал описание ольмеков, задолго до археологического открытия этой культуры.

### Наследие
Саагун опередил своё время, и рукописи его были забыты. Впервые «Всеобщая история» была опубликована в независимой Мексике в 1829 г. Полное научное издание рукописей Саагуна и Флорентийского кодекса было осуществлено в 1950—1969 гг. Чарлзом Дибблом и Артуром Андерсоном, которые в 1982 г. также издали полный английский перевод. На русский язык труд Саагуна до 2013 года никогда полностью не переводился (кроме сборника «Обычаи и Верования» в 2005 году, как извлечения из «Общей истории о делах Новой Испании»).

### На русском языке
- Бернардино де Саагун, Куприенко С.А. Общая история о делах Новой Испании. Книги X-XI: Познания астеков в медицине и ботанике / Ред. и пер. С. А. Куприенко.. — Киев: Видавець Купрієнко С.А., 2013. — 218 с. — (Месоамерика. Источники. История. Человек). — ISBN 978-617-7085-07-1.
- Сказания о Солнцах. Мифы и исторические легенды науа / Ред. и пер. С. А. Куприенко, В. Н. Талах.. — Киев: Видавець Купрієнко С.А., 2014. — 377 с. — ISBN 978-617-7085-11-8.
- Primeros Memoriales (Бернардино де Саагун. Отрывки)
- Флорентийский кодекс (Отрывки из Книг 8,9,10. Бернардино де Саагун)
- «Обычаи и верования» (Общая история о делах Новой Испании", Фрай Бернардино де Саагун. Отрывок)
- Р. В. Кинжалов. Орёл, кецаль и крест. М., 1991. С. 30, 37-39 и т. д.
- «Всеобщая история Новой Испании» Книга восьмая, Фрай Бернардино де Саагун. Отрывки

### На английском языке
- León-Portilla, Miguel (2002). Bernardino de Sahagun, First Anthropologist, Mauricio J. Mixco (trans.), Originally published as Bernardino de Sahagún: Pionero de la Antropología ©1999, UNAM., Norman: University of Oklahoma Press. ISBN 0-8061-3364-3. OCLC 47990042.
- Sahagún, Bernardino de [ca. 1540-85] (1950-82). Florentine Codex: General History of the Things of New Spain, 13 vols. in 12, Charles E. Dibble and Arthur J.O. Anderson (eds., trans., notes and illus.), translation of Historia General de las Cosas de la Nueva España, vols. I—XII, Santa Fe, NM and Salt Lake City: School for American Research and the University of Utah Press. ISBN 0-87480-082-X. OCLC 276351.
- Sahagún, Bernardino de [ca.1558-61] (1997). Primeros Memoriales, Thelma D. Sullivan (English trans. and paleography of Nahuatl text), with H.B. Nicholson, Arthur J.O. Anderson, Charles E. Dibble, Eloise Quiñones Keber, and Wayne Ruwet (completion, revisions, and ed.), Civilization of the American Indians series vol. 200, part 2, Norman: University of Oklahoma Press. ISBN 978-0-8061-2909-9. OCLC 35848992.

### На немецком языке
- Felix Hinz. Bernardino de Sahagún im Kontext der frühen Geschichtsschreibung über die Conquista Mexikos.

### На французском языке
- F. Bernardino de Sahagún, Histoire générale des choses de la Nouvelle-Espagne, traduit de l’espagnol par D. Jourdanet et R. Siméon, Éditions La Découverte, Paris, 1991
- Bernardino de Sahagún, De l’origne des Dieux, édité par Fata Morgana, 1981.
- Georges Baudot & Tzvetan Todorov, Récits aztèques de la conquête, Seuil, Paris, 1983 (cet ouvrage contient la traduction du texte nahuatl du Livre XII de l’Histoire générale, qui relate la conquête espagnole)
- Serge Gruzinski, L’Amérique de la Conquête peinte par les Indiens du Mexique, Unesco/Flammarion, Paris, 1991 (contient un grand nombre d’images du Codex de Florence accompagnées d’un texte)
- Tzvetan Todorov, La conquête de l’Amérique. La question de l’autre, Seuil, Points Essais, Paris, 1982 (un chapitre consacré à Sahagún)

### На испанском языке
- Historia general de las cosas de la Nueva España. Tomo 1 edición de 1938. En Gallica biblioteca digital de la Biblioteca Nacional de Francia. Tomo 2.
- León-Portilla, Miguel. (1999). Bernardino de Sahagún, Pionero de la Antropología. «Serie Cultura Náhuatl, Monografías: 24». UNAM/El Colegio Nacional. México, D.F., Mexico. ISBN 968-36-7064-4.
- Hernández de León-Portilla, Ascensión. (1997). Bernardino de Sahagún: Diez estudios acerca de su obra. Fondo de Cultura Económica. México, D.F., México. ISBN 968-16-3606-6.
- De Sahagún, Bernardino. (1999). Historia General de las cosas de la Nueva España. «Colección sepan cuantos…». Editorial Porrúa. México, D.F., México. ISBN 968-432-265-8
- Browne, Walden: Sahagún and the Transition to Modernity. Norman: University of Oklahoma Press, 2000.
- http://www.mexicodesconocido.com.mx/notas/4170-Fray-Bernardino-de-Sahagъn
- ENCICLOPEDIA FRANCISCANA: http://www.franciscanos.org/enciclopedia/bsahagun.html

### На итальянском языке
- Tzvetan Todorov, La conquista dell’America, Torino, Einaudi, 2005
- Georges Baudot, Utopia e storia in Messico. I primi cronisti della civiltà messicana (1520—1569), Biblioteca Francescana, 1992
- Tzvetan Todorov e Georges Baudot, Racconti aztechi della Conquista, Torino, Einaudi, 1988